# Salomos dom (film)
Salomos dom är en svensk kort dramafilm från 1914 i regi av Axel Breidahl. 

## Om filmen
Filmen premiärvisades 2 mars 1914 på Biograf-Palatset i Stockholm. Den spelades in vid Svenska Biografteaterns ateljé på Lidingö av Henrik Jaenzon. 

## Rollista
- Axel Breidahl – Den äkta mannen
- Lili Ziedner – Frun
- Stina Berg – Svärmor
- Carl Borin – Svärfar
- Alfred Lundberg – Präst